# Котонаме (язык)
Котонаме — исчезнувший язык-изолят, распространённый среди индейского племени котонаме в низинах долины Рио-Гранде на северо-западе Мексики и на крайнем юге Техаса (США).